# (64290) Yaushingtung
(64290) Yaushingtung est un astéroïde de la ceinture principale.

## Description
(64290) Yaushingtung est un astéroïde de la ceinture principale. Il fut découvert le 22 octobre 2001 à l'observatoire Desert Eagle par William Kwong Yu Yeung. Il présente une orbite caractérisée par un demi-grand axe de 3,14 UA, une excentricité de 0,15 et une inclinaison de 4,7° par rapport à l'écliptique.

## Compléments